# Ksawery Grocholski

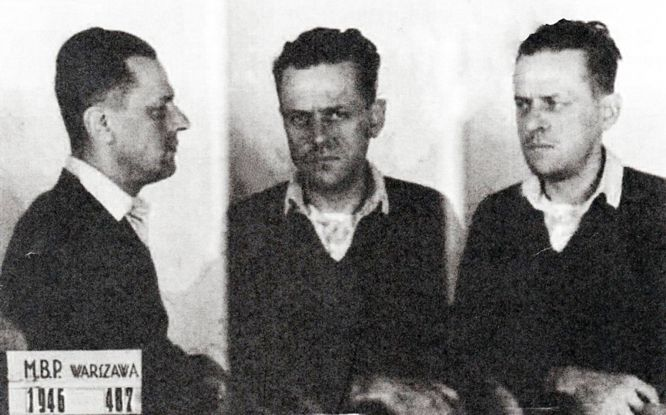
Ksawery Grocholski po aresztowaniu przez MBP 1946

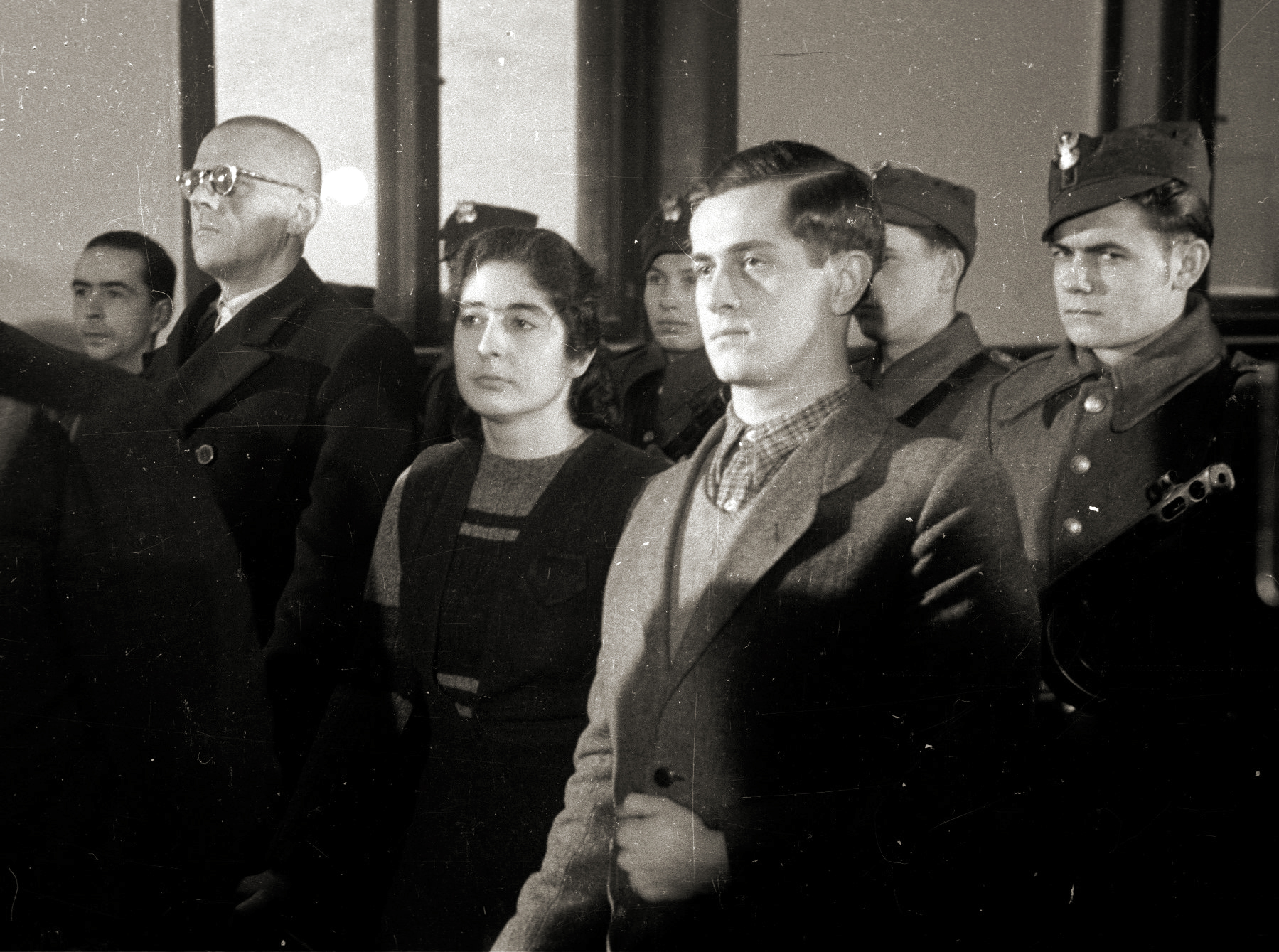
Ksawery Grocholski (drugi z lewej) podczas procesu pokazowego 1947. Pierwszy z prawej Waldemar Baczak

Ksawery Grocholski ps. „Leonard” (ur. 14 lutego 1903 w Strzyżawce na Podolu, zm. 24 lutego 1947 w Warszawie) – polski hrabia, porucznik wywiadu Armii Krajowej, powstaniec warszawski, członek Zrzeszenia Wolność i Niezawisłość.

## Życiorys
Syn Tadeusza i Zofii z Zamoyskich, właścicieli ziemskich na Ukrainie. Miał brata Remigiusza, pułkownika Wojska Polskiego, adiutanta Józefa Piłsudskiego, komendanta „Wachlarza”, a w Powstaniu Warszawskim komendanta Rejonu Mokotów Dolny.
Gimnazjum ukończył w 1925 w Tarnowie, a w 1927 lub 1928 Akademię Handlową w Belgii. Wrócił do Polski, do 1939 administrował majątkiem ziemskim. W 1939 roku był dwukrotnie aresztowany przez Niemców, został przewieziony do Piły, posądzony o to, że jest ukrywającym się pułkownikiem WP. Osadzony w obozie koncentracyjnym w Oświęcimiu, zwolniony dzięki staraniom żony, Polki urodzonej w Austrii. Od 1943 w AK, oficer wywiadu I Rejonu Czerniaków, rozpracowywał folksdojczów i agentów Gestapo. Walczył w Powstaniu Warszawskim na Sadybie, przeszedł obóz w Pruszkowie. Po wojnie był administratorem domu Czetwertyńskich w Warszawie (obecnie teren Ambasady USA). Pod pseudonimem „Leonard” działał od grudnia 1945 w komórce wywiadowczej Zrzeszenia Wolność i Niezawisłość, na której czele stał Waldemar Baczak, prawnik i urzędnik MSZ. Jako informator i łącznik podlegał komendantowi Obszaru Centralnego WiN Wincentemu Kwiecińskiemu. Ambasadorem Wielkiej Brytanii w Warszawie był wówczas Victor Cavendish-Bentinck, wieloletni przyjaciel rodziny Grocholskich i za jego pośrednictwem Ksawery Grocholski przekazywał informacje na temat sytuacji w Polsce, pisał raporty dla rządów USA i Wielkiej Brytanii. 16 listopada 1946 został aresztowany przez UB w Brwinowie i oskarżony o współpracę z Gestapo oraz o to, że jako łącznik WiN dostarczał ambasadzie angielskiej w Warszawie „tajne informacje”.
14 stycznia 1947 ława WSR w Warszawie pod przewodnictwem ppłk. Mariana Bartonia nr. akt. R.S.328/47 skazała go na podstawie art 14 Dekr. z 13.06.1946 na karę śmierci. Wraz z nim skazani zostali Waldemar Baczak i Witold Karlicki. 7 lutego 1947 NSW utrzymał ten wyrok w mocy. Bolesław Bierut nie skorzystał z prawa łaski. Kilka ostatnich dni życia przed wykonaniem wyroku Grocholski spędził w celi więziennej z Władysławem Bartoszewskim.
Polska i zagraniczna opinia publiczna zaangażowała się w obronę życia skazanych, m.in. z Gentofl (Dania) do kancelarii Bieruta nadszedł telegram nadany przez znanego duńskiego publicystę i dziennikarza Emila Dehna. Ksawery Grocholski został stracony wraz ze współskazanymi 24 lutego 1947.
Victor Cavendish-Bentinck pisał w ówczesnym raporcie do Londynu, że montując ten proces władze warszawskie liczyły na odstraszenie obywateli od znajomości z obcymi dyplomatami i z kolei odstraszenie dyplomatów „od prób nawiązywania kontaktów, gdybyśmy takich chcieli, z organizacjami podziemnymi”.
Jego dokładne miejsce pochówku jest nieznane. Mogiła symboliczna znajduje się na Cmentarzu Wojskowym w Warszawie w Kwaterze „na Łączce”.
17 stycznia 1991 prezes Izby Wojskowej SN założył rewizję nadzwyczajną na korzyść skazanych, zarzucając błędy w ustaleniach faktycznych i postulując uniewinnienie od zarzutów. 8 marca 1991 Izba Wojskowa SN uniewinniła oskarżonych od zarzutu popełnienia przypisywanych im przestępstw.